# Hypolimnas errabunda
Hypolimnas errabunda är en fjärilsart som beskrevs av Hopkins 1927. Hypolimnas errabunda ingår i släktet Hypolimnas och familjen praktfjärilar. Inga underarter finns listade i Catalogue of Life.